# Stictochironomus palliatus
Stictochironomus palliatus är en tvåvingeart som först beskrevs av Daniel William Coquillett 1902.  Stictochironomus palliatus ingår i släktet Stictochironomus och familjen fjädermyggor. Inga underarter finns listade i Catalogue of Life.